# Northumberland (comté)
Pour les articles homonymes, voir Northumberland.
Le comté de Northumberland /nɔrˈθʌmbələnd/ (litt. Terre au Nord du Humber) est un important comté du nord de l'Angleterre qui remonte à l'époque anglo-saxonne. Il succède à l'ancien royaume de Northumbrie dont il n'occupe qu'une portion septentrionale.

## Géographie

### Le relief

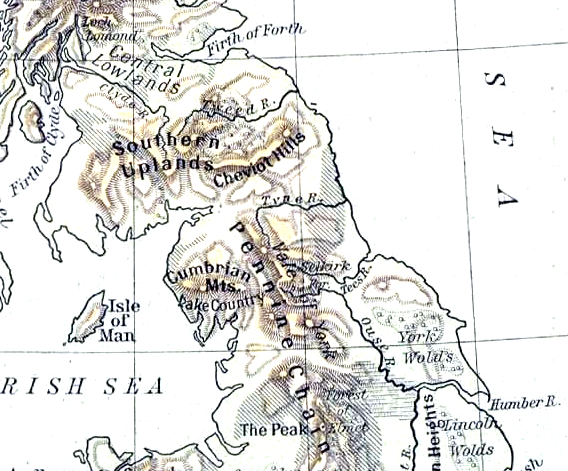
Géographie physique du Northumberland et des régions voisines.

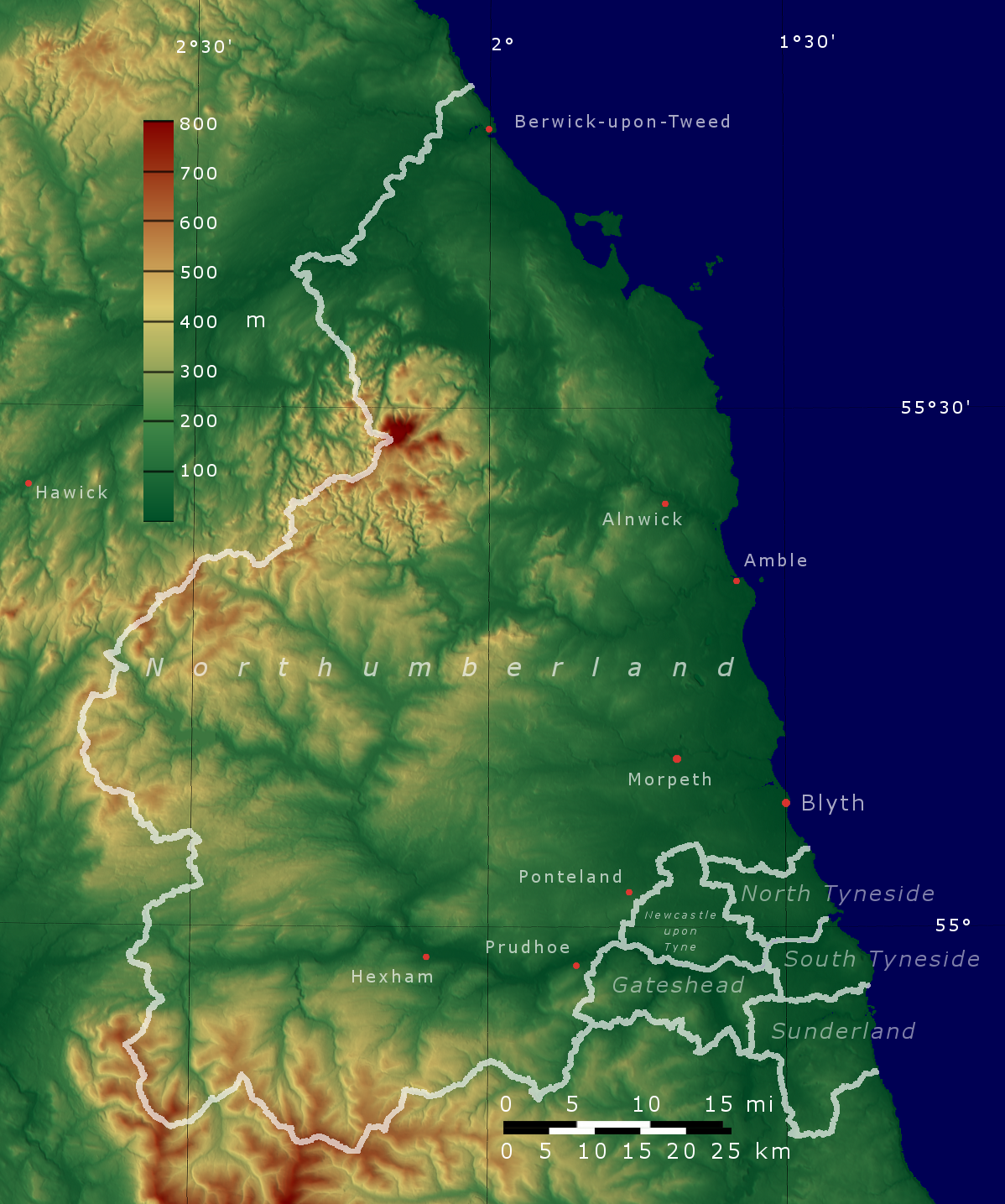

Le Northumberland offre un relief varié : la plaine de la mer du Nord cède la place à un relief de montagnes moyennes érodées en allant vers le nord-ouest. Les monts Cheviot, dans le nord-ouest du comté, sont formés principalement d'un granite résistant du Dévonien et de lave andésite. On trouve un second dépôt de roches ignées sous le plateau de Whin Sill (traversé par le Mur d'Hadrien) : il s'agit ici d'une intrusion de dolérite du Carbonifère. Ces deux chaînes forment un paysage de tourbière dénudé. De part et d'autre de la lande de Whin Sill, le sous-sol est un calcaire du Tournaisien, sujet à une activité karstique. L'archipel des Îles Farne, autre promontoire de dolérite célèbre pour son avifaune, s'étend au large des côtes du Northumberland.
Les bassins houillers se trouvent à la pointe sud-est du comté, et s’étendent le long de la région côtière au nord de la vallée de la Tyne. L'appelation de sea coal est vraisemblablement due à des blocs de charbon délavés qu'on ramassait sur les plages, et que l'érosion côtière avait détachés du banc rocheux.

### Le climat

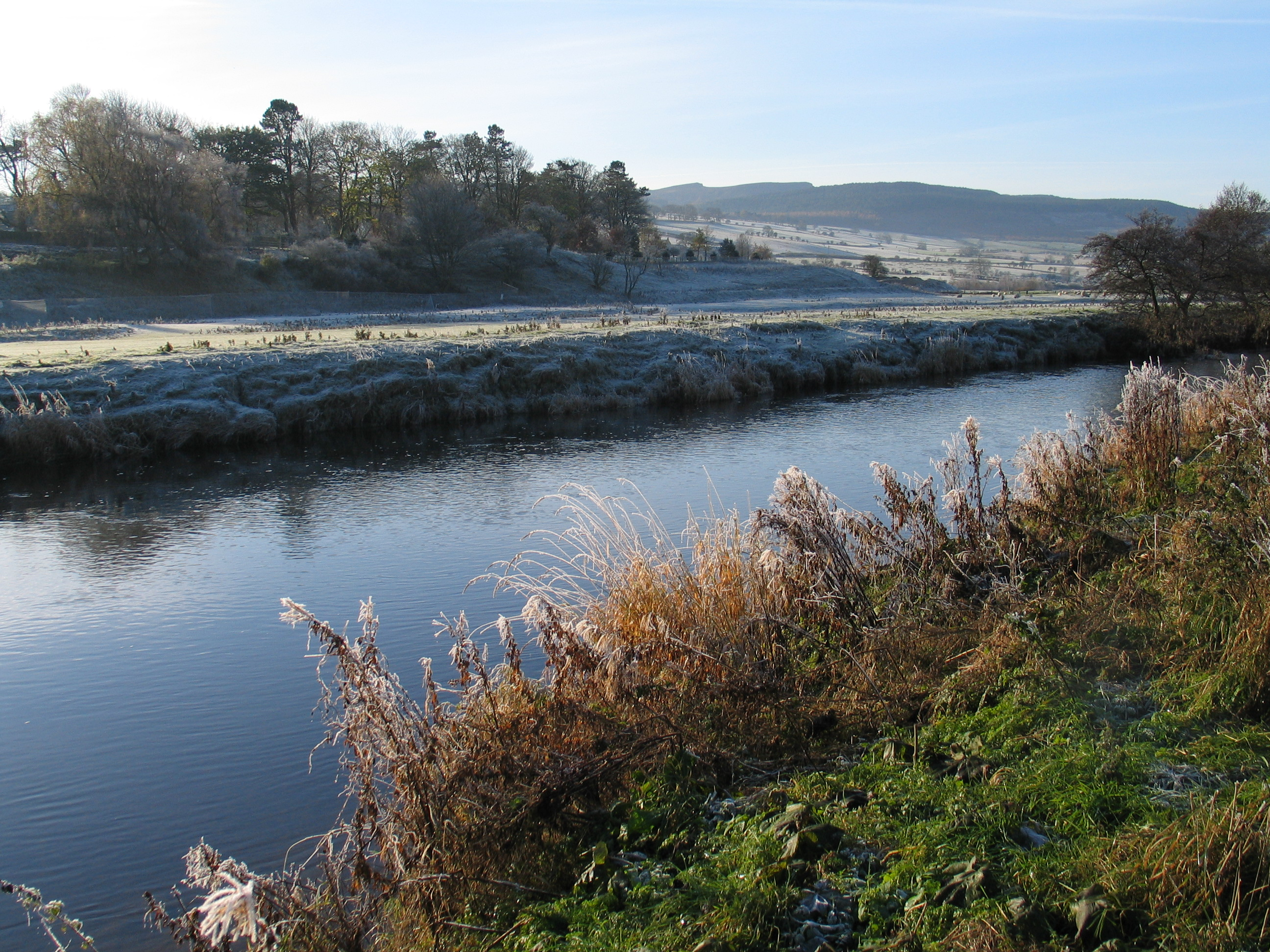
La vallée de la Coquet.

Par sa position à l'extrême-nord de l'Angleterre, au-delà des 55° de latitude, et par l'étendue de ses plateaux, le Northumberland se trouve être l'une des régions les plus froides du pays. Sa température moyenne annuelle est de 7,1 (dans l'intérieur des terres) à 9,3 °C. Situé sur la côte est, le comté ne connaît que des précipitations relativement faibles, entre 466 et 1 060 mm annuellement ; les plus fortes quantités de pluie arrosent les plateaux de l'ouest de la région. De 1971 à 2000, le comté a enregistré, selon les sites, entre 1 321 et 1 390 heures d'ensoleillement par an.

### Environnement
Près d'un quart de la superficie du comté est classé site naturel : c'est le Northumberland National Park, région qui a ainsi pu être épargnée par l’expansion urbaine et l'agriculture intensive. Ce parc s'étend du sud à la frontière écossaise et inclut le Mur d'Hadrien. La plus grande partie de cette zone naturelle se trouve au-dessus de 240 m d'altitude. La Côte du Northumberland est elle aussi classée Area of Outstanding Natural Beauty (Northumberland).
L'agence nationale Natural England a répertorié dans le Northumberland plusieurs zones naturelles dites national character areas :
- Plaine côtière Nord du Northumberland
- Plaine côtière Sud du Northumberland
- Contreforts des Cheviot
- Monts Cheviot
- Collines gréseuses du Northumberland
- Mid Northumberland
- Fossé de la Tyne et le Mur d'Hadrien
- Border Moors & Forests
- dépression de Tyne and Wear.

Le Northumberland comporte des habitats faunistiques variés : Chillingham (taureaux) ; l'île de Lindisfarne et les îles Farne dont l’île Staple. En outre, le parc de Kielder Water abrite à lui seul plus de 50 % de la population d’écureuil roux de l'Angleterre, ainsi que des chevreuils et des oies sauvages.

### Démographie
Lors du recensement du Royaume-Uni de 2001, le Northumberland enregistrait une population de 307 190 habitants estimée à 309 237 habitants en 2003 ; le recensement de 2011 a indiqué une population de 316 028 habitants.
En 2001, on dénombrait 130 780 foyers, dont 10 % étaient des retraités, et un tiers vivaient de leurs rentes. Le Northumberland possède une population très majoritairement européenne, les minorités ethniques ne représentant que 0,985 % de la population, comparés à 9,1 % pour toute l’Angleterre. Lors du recensement de 2001, 81 % de la population se déclarait chrétienne, et 0,8 % d’une « autre religion », 12 % se déclarant sans religion.
Région essentiellement rurale et accidentée, le Northumberland est le comté le moins densément peuplé d’Angleterre avec une densité de population de 62 hab./km2.

### Villes
| #  | Ville                | Population | Population |
| #  | Ville                | 2001       | 2011       |
| -- | -------------------- | ---------- | ---------- |
| 1  | Blyth                | 35 820     | 37 339     |
| 2  | Cramlington          | 28 650     | 27 683     |
| 3  | Ashington            | 27 340     | 27 670     |
| 4  | Bedlington           | 16 460     | 18 470     |
| 5  | Morpeth              | 14 059     | 14 403     |
| 6  | Berwick-upon-Tweed   | 12 870     | 13 265     |
| 7  | Hexham               | 11 027     | 11 388     |
| 8  | Prudhoe              | 10 270     | 10 853     |
| 9  | Ponteland            | 10 136     | 10 135     |
| 10 | Stakeford/Guide Post | 8 836      | 8 642      |
| 11 | Alnwick              | 7 767      | 8 116      |
| 12 | Seaton Delaval       | 7 350      | 7 509      |
| 13 | Newbiggin-by-the-Sea | 5 957      | 6 308      |
| 14 | Amble                | 6 044      | 6 025      |

## Économie et industrie
| Année | Valeur ajoutée régionale par secteur en millions de £ | Valeur ajoutée régionale par secteur en millions de £ | Valeur ajoutée régionale par secteur en millions de £ | Valeur ajoutée régionale par secteur en millions de £ |
| Année | Agriculture                                           | Industrie                                             | Services                                              | Total                                                 |
| ----- | ----------------------------------------------------- | ----------------------------------------------------- | ----------------------------------------------------- | ----------------------------------------------------- |
| 1995  | 130                                                   | 943                                                   | 1 512                                                 | 2 585                                                 |
| 2000  | 108                                                   | 831                                                   | 1 833                                                 | 2 773                                                 |
| 2003  | 109                                                   | 868                                                   | 2 494                                                 | 3 470                                                 |

L’économie du Northumberland pèse peu en regard de celles d’autres comtés et collectivités comparables du Royaume-Uni : il se classe dans les six dernières collectivités régionales sur les 63 que compte le pays. En 2003, 23 % des hommes et 60 % des femmes gagnaient moins que le « minimum salarial décent » défini par la Charte sociale européenne. Au mois de mai 2005, le chômage n’était que de 2,3 %, ce qui situait le comté dans la moyenne nationale. Entre 1999 et 2003 le nombre d’entreprises s’est accru de 4,4 %, passant à 8 225 raisons sociales, soit 0,45 % des entreprises immatriculées en Grande-Bretagne.
L’exploitation des mines de charbon du comté remonte à l'ère Tudor. Elles sont encore en activité aujourd'hui, et plusieurs sont exploitées à ciel ouvert. L'autorisation d'exploiter une mine à ciel ouvert à Halton Lea Gate près de Lambley a été approuvée en janvier 2014.

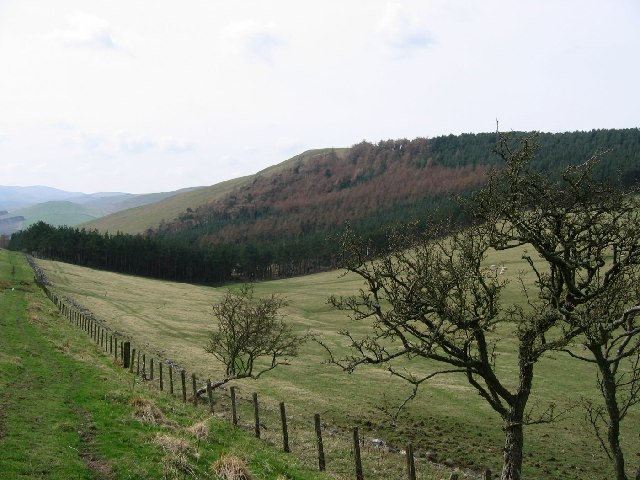
Housedon Hill

Le tourisme constitue un gros bassin d'emploi et l'une des principales ressources du comté : au début des années 2000, le comté accueillait annuellement 1 100 000 Britanniques et 50 000 touristes étrangers, injectant 162 000 000 £ dans l'économie locale.
Les secteurs pharmaceutique, des cosmétiques et des biotechnologies occupent une place dominante dans l’économie du comté. Le consortium Northeast of England Process Industry Cluster (NEPIC), dans lequel on trouve Aesica Pharmaceuticals, Covance, MSD, Piramal Healthcare, Procter & Gamble, SCM Pharma, Shasun Pharma Solutions, Specials Laboratory et Thermo Fisher Scientific, emploie 11 000 personnes. Les villes d’Alnwick, de Cramlington, de Morpeth et de Prudoe comptent toutes de grandes usines et laboratoires pharmaceutiques.
Une poignée de multinationales (Coca-Cola, SD, General Electric et Drager) exploitent de grosses usines dans la région.

## Politique et administration

### Conseil du comté
Le Northumberland a le statut de région unitaire et c'est d'ailleurs la plus grande collectivité de ce genre en Angleterre. Le conseil du comté a son siège à Morpeth.
Comme la plupart des comtés non métropolitains, le Northumberland avait jusqu'au mois d'avril 2009 une administration régionale fonctionnant par le système des deux-tiers, c'est-à-dire un conseil de comté et six districts, tenant chacun leur propre conseil de district, chargé des affaires régionales. Ces districts étaient : Blyth Valley, Wansbeck, Castle Morpeth, Tynedale, Alnwick et Berwick-upon-Tweed ; mais les districts ont été supprimés le 1er avril 2009, et le conseil du comté est devenu une « autorité unitaire ».
Il fait partie de l'autorité combinée du nord de la Tyne, créée en 2018.
Le conseil comprend soixante-sept membres élus pour un mandat de quatre ans. Lors des élections du 6 mai 2021, les conservateurs ont pris le contrôle du conseil.
| Partis | Partis              | Sièges |
|        | Conservateurs       | 34     |
|        | Travaillistes       | 21     |
|        | Indépendants        | 7      |
|        | Libéraux-démocrates | 3      |
|        | Verts               | 2      |
| Total  | Total               | 67     |

### Représentation nationale
Le comté est représenté par quatre députés à la Chambre des communes. Depuis les élections législatives du 12 décembre 2019, le comté est représenté par trois conservateurs et un travailliste.
| Élections législatives de 2019 : Northumberland | Élections législatives de 2019 : Northumberland | Élections législatives de 2019 : Northumberland | Élections législatives de 2019 : Northumberland | Élections législatives de 2019 : Northumberland | Élections législatives de 2019 : Northumberland | Élections législatives de 2019 : Northumberland |
| Conservateurs                                   | Travaillistes                                   | Libéraux-démocrates                             | Parti du Brexit                                 | Parti vert                                      | Divers                                          | Total                                           |
| ----------------------------------------------- | ----------------------------------------------- | ----------------------------------------------- | ----------------------------------------------- | ----------------------------------------------- | ----------------------------------------------- | ----------------------------------------------- |
| 82 849                                          | 57 567                                          | 17 018                                          | 6 535                                           | 5 480                                           | 178                                             | 169 627                                         |

| Répartition des sièges en 2019 | Répartition des sièges en 2019 | Répartition des sièges en 2019 | Répartition des sièges en 2019 | Répartition des sièges en 2019 | Répartition des sièges en 2019 |
| Conservateurs                  | Travaillistes                  | Libéraux-démocrates            | Parti du Brexit                | Parti vert                     | Divers                         |
| ------------------------------ | ------------------------------ | ------------------------------ | ------------------------------ | ------------------------------ | ------------------------------ |
| 3                              | 1                              | 0                              | 0                              | 0                              | 0                              |

## Culture
Le Northumberland possède des traditions originales dans le contexte anglais : des danses, comme la danse de la rapière ou la danse du talon, ou des ensembles folkloriques comme les Northumbrian smallpipes, aux sonorités assez différentes de celles de la grande cornemuse écossaise. La région possède son propre tartan, qu'en Écosse on appelle tartan du berger. La musique traditionnelle est plus proche de celle d’Écosse ou d'Irlande que du reste de l'Angleterre, ce qui rappelle les liens historiques anciens avec les Lowlands d’Écosse ainsi que la forte minorité irlandaise dans la vallée de la Tyne.
Les Border ballads de la région sont réputées depuis la fin du moyen âge. Thomas Percy, dont les fameuses Reliques of Ancient English Poetry ont paru en 1765, mentionne que la plupart des ménestrels qui, aux XVe et XVIe siècles, les interprétaient à Londres et ailleurs, venaient du Nord. La popularité des romans de Sir Walter Scott et d’autres, tout au long du XIXe siècle, ont fait la popularité de ces ballades. William Morris y voyait la plus authentique poésie anglaise, et Algernon Charles Swinburne les connaissait par cœur.
La plus connue est certainement la « Balade de Chevy Chase » (XVe siècle), qui commémore le pari du comte de  Northumberland de chasser trois jours entiers le long de la frontière « à la barbe du terrible Douglas ». Le poète et courtisan élisabéthain Sir Philip Sidney a pu dire de ce texte : « Je n'ai jamais entendu la vieille chanson de Percy et Douglas sans que mon cœur soit ému comme par une trompette. » Ben Jonson déclara qu'il aurait donné toute son œuvre pour n'avoir écrit que Chevy Chase.
Dans l’ensemble, la culture du Northumberland forme une unité avec celle du nord-est de l’Angleterre et des plaines d'Écosse, bien distincte de celle du sud de la Grande-Bretagne : d’abord parce que la culture du nord-est de l’Angleterre s’enracine dans celles des Angles du Royaume de Northumbrie, avec des parlers où ont subsisté nombre de termes tout droit issus du vieil anglais, et qui ont disparu en anglais moderne : par exemple bairn pour « enfant » (cf. les articles scots and northumbrien,) ; ensuite parce que les deux régions ont bénéficié d’une immigration depuis le nord et l’Écosse : il y a aujourd’hui plus d’Écossais en Angleterre que d’Anglais au nord de la frontière. Il s’agit là essentiellement d’une migration entre comtés voisins, ce qui a renforcé l’unité culturelle de part et d’autre des deux pays.
Quoi qu'il en soit, les peuples de part et d’autre de la frontière ont une longue histoire et des traditions communes ce qui fait de la frontière entre l'Angleterre et l'Écosse une partition davantage politique que culturelle,.
Les campagnes de promotion de la culture du Northumberland sont encore récentes : formation de la Société linguistique de Northumbrie, ayant vocation à préserver certains dialectes uniques (notamment le pitmatique), ainsi que les artistes locaux,.
La fleur symbolique du Northumberland est le géranium (Geranium sanguineum).

## Personnages célèbres du Northumberland
Sciences :

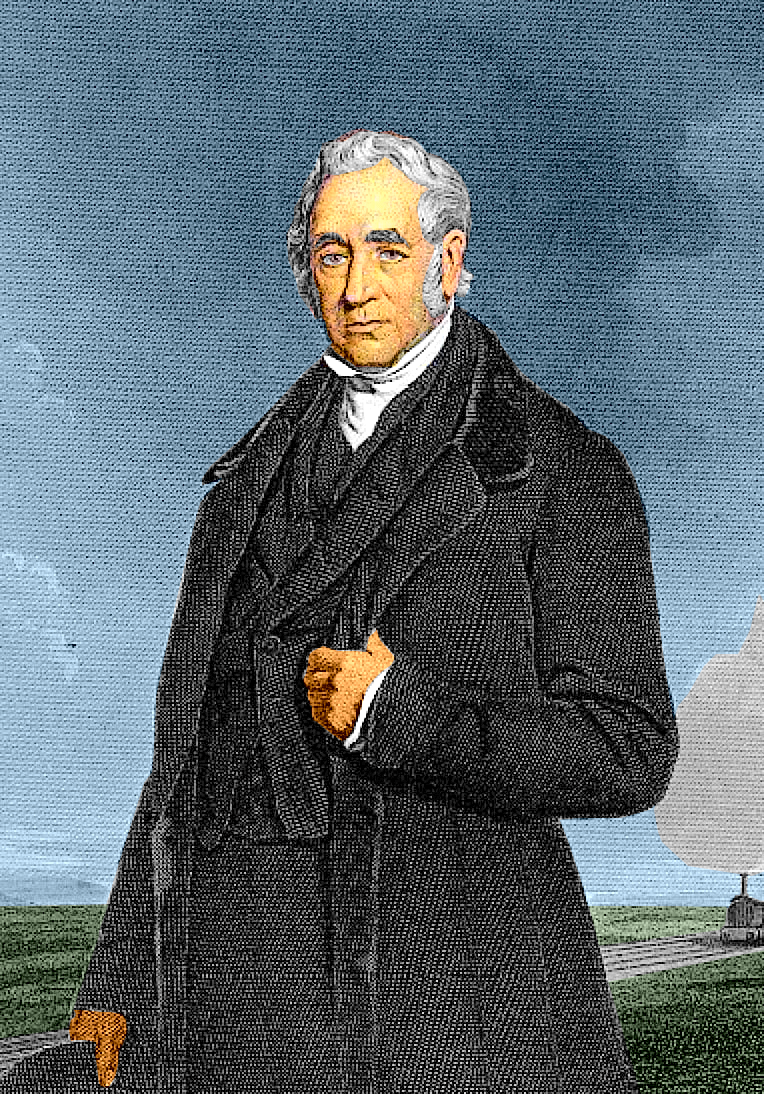
George Stephenson est originaire du Northumberland.

- William Turner, ornithologue et botaniste né à Morpeth en 1508
- Lancelot « Capability » Brown, architecte paysagiste né à Kirkharle en 1715
- Thomas Bewick, graveur et naturaliste né à Mickley en 1753
- Bryan Donkin, ingénieur et industriel né à Sandhoe en 1768
- George Stephenson, ingénieur né à Wylam en 1781
- Charles Algernon Parsons, inventeur de la turbine à vapeur alors qu'il vivait à Wylam
- Thomas Addison, médecin né à Longbenton en 1793
- John Rushworth (1793–1860), historien né à Acklington Park, un quartier de Warkworth
- George Airy, astronome et géophysicien né à  Alnwick en 1802
- Hugh Trevor-Roper, historien né à Glanton en 1914
- Rachel Pain, géographe britannique en 1968

Politique :
- Henry Percy (Hotspur) (1365–1403), seigneur des Marches et rebelle à l'autorité du roi Henri
- Charles Grey, 2e comte Grey, Premier Ministre du Royaume-Uni, né dans le manoir familial de Howick Hall en 1764
- Grace Darling, héroïne née à Bamburgh en 1815
- Josephine Butler, activiste née à Milfield en 1828
- Percival Stockdale, abolitioniste
- N. T. Wright, théologien anglican né à Morpeth en 1948
- Matthew Festing, 79e Grand-Maître de l'Ordre de Malte.

Arts : 

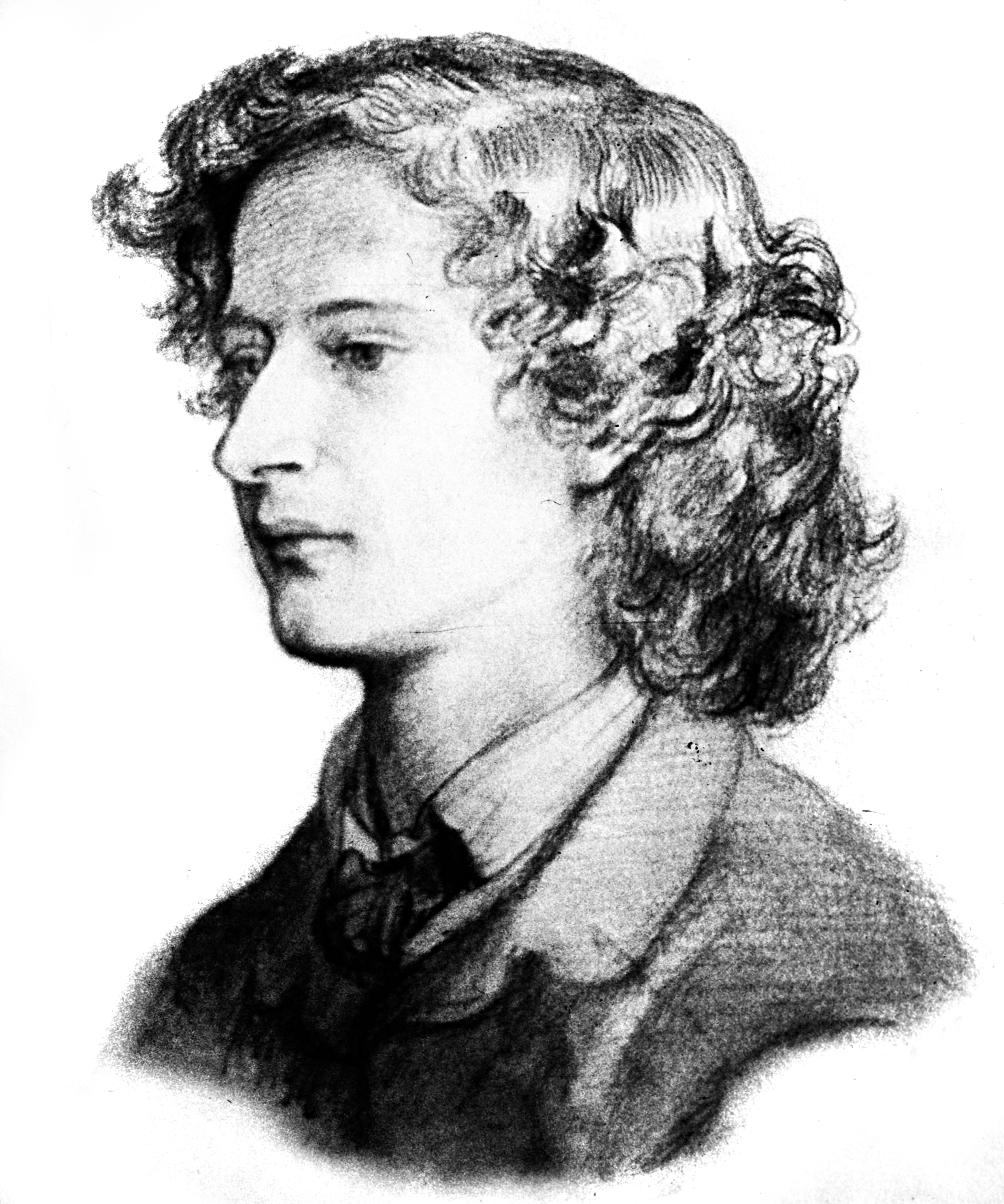
Le poète Algernon Charles Swinburne a grandi dans le Northumberland

- Basil Bunting, poète né à Scotswood-on-Tyne en 1900
- Gordon Dodds (1941–2010), écrivain et archiviste du Manitoba, né à Wideopen
- Eric Burdon, chanteur et leader du groupe The Animals et de War, né à Walker-on-Tyne en 1941
- Sting, musicien né à Newcastle upon Tyne en 1951
- Kevin Whately, acteur né à Humshaugh, près de Hexham en 1951
- Robson Green, acteur et chanteur né à Hexham en 1964
- Alexander Armstrong, comédien né à Rothbury en 1970
- Pete Doherty, musicien né à Hexham en 1979
- Jean Heywood, actrice célèbre pour ses interprétations dans Our Day Out and All Creatures Great and Small, née à Blyth
- Mark Knopfler, guitariste et leader du groupe Dire Straits a passé son enfance à Blyth (Northumberland)
- Allan Holdsworth, guitariste originaire de Newcastle upon Tyne, réside à présent en Californie
- Algernon Charles Swinburne, poète ayant passé son enfance à Capheaton Hall
- Kathryn Tickell, instrumentiste des Northumbrian smallpipes
- Turner, Thomas Girtin et John Cotman sont célèbres pour leurs paysages du Northumberland. Turner rendait souvent hommage à Norham Castle qui lui avait valu fortune et célébrité, comme avec Château de Norham, lever de soleil.

Sports :
- Trevor Steven, footballeur né à Berwick-upon-Tweed en 1963
- Trois célèbres footballeurs sont nés à Ashington : Jackie Milburn (1924), Jack Charlton (1935), et Bobby Charlton (1937)
- Alan Shearer, footballeur, vit à Ponteland
- Jonny Wilkinson, rugbyman qui vit dans la campagne du Northumberland